# Démoustication

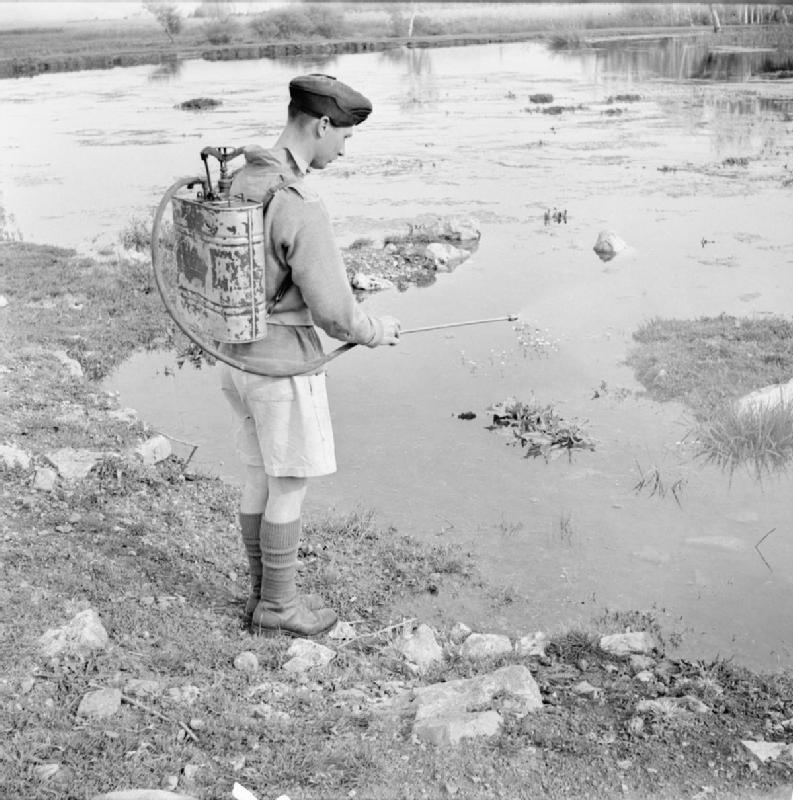
En Syrie, le 11 mai 1942, un militaire britannique pulvérise une mare avec du vert de Paris (acéto-arsénite de cuivre) pour y tuer larves et pupes de moustiques et ainsi prévenir le risque paludéen.

La démoustication désigne une stratégie  visant à éliminer des moustiques qui piquent l'Homme ou les animaux.
C'est une des formes de désinsectisation.

## Objectifs

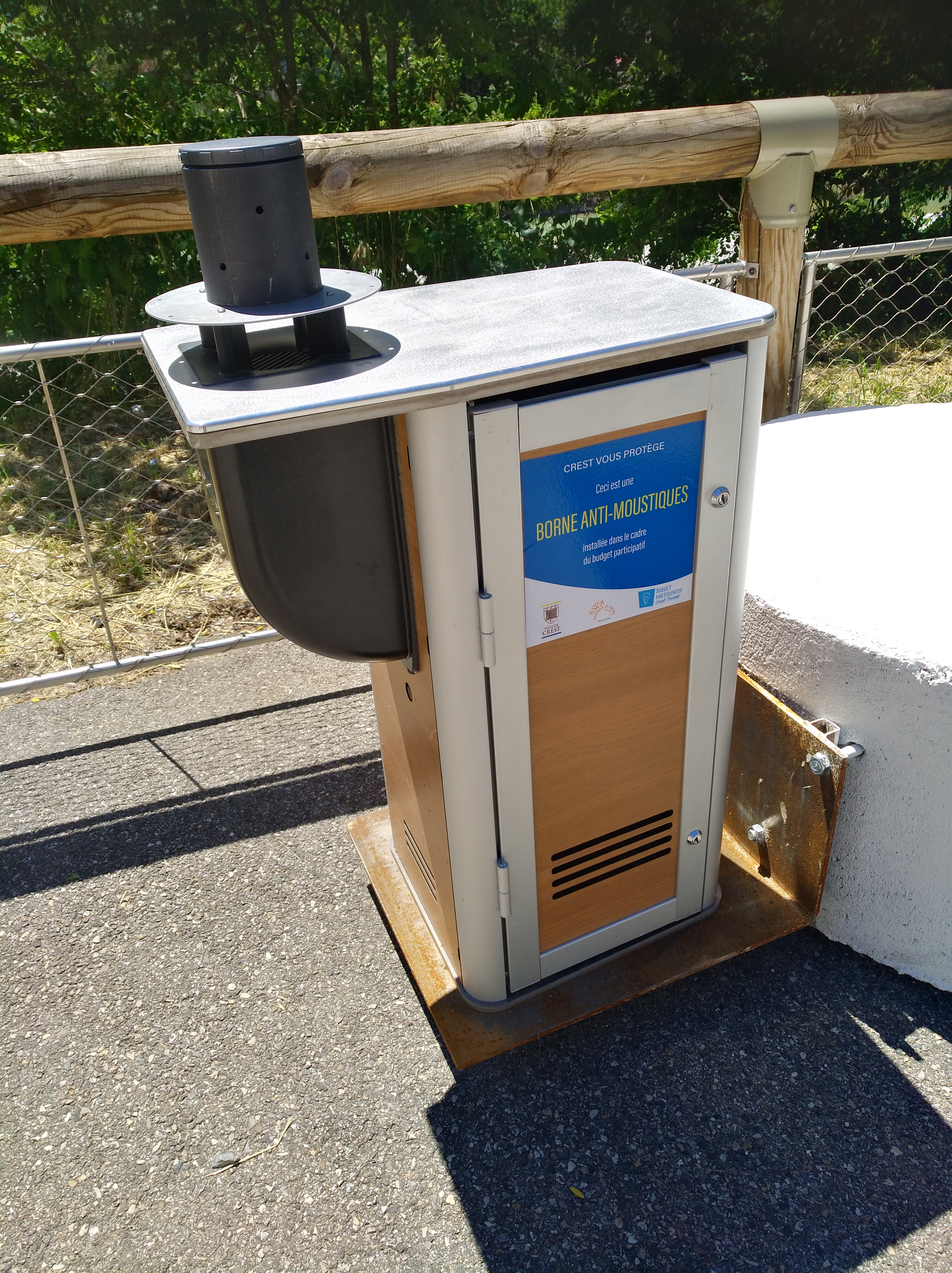
Borne anti-moustique (France, 2021).

Il s'agit généralement de mesures de prévention visant à éviter ou ralentir la propagation de maladies telles que le paludisme, la dengue ou le chikungunya.

## Modalité de la démoustication

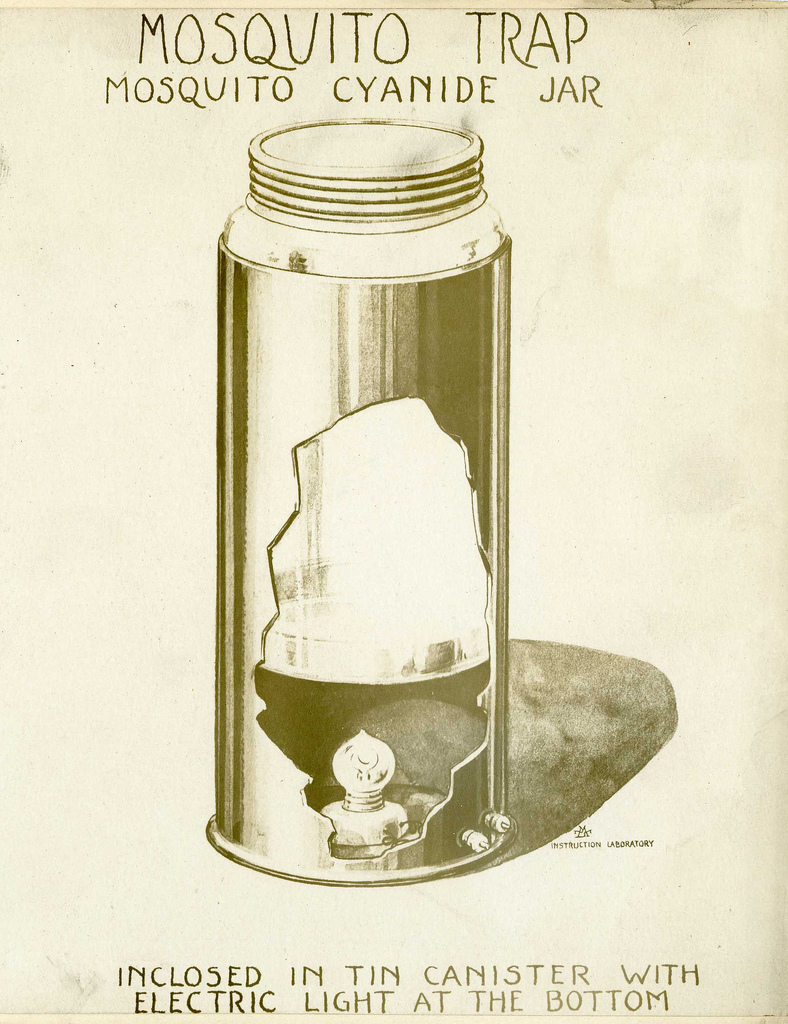
Récipient contenant du cyanure utilisé comme produit anti moustique pendant la Première Guerre mondiale, vaporisé par la chaleur entretenue par une ampoule électrique.

Cette stratégie peut par exemple s'appuyer sur :
- la dispersion, éventuellement aérienne, de produits chimiques insecticides ou de biopesticides (avec le risque d'empoisonner des espèces non-cibles, voire certains prédateurs naturels des moustiques), et avec le risque de favoriser l'apparition de phénomènes de résistances aux insecticides ;
- l'introduction et la protection de prédateurs des moustiques (chiroptères, oiseaux insectivores, poissons insectivores dont Gambusia affinis[1]) ;
- la suppression d'habitats vitaux ou important pour ces espèces (gîtes larvaires en particulier) ;
- la destruction des zones humides (dulcaquicoles, passagèrement saumâtres ou de mangroves) par le drainage et/ou le remblai (autrefois souvent pratiquée) ; c'est une stratégie qui s'est avérée parfois inefficace, et généralement très destructrice de biodiversité et de services écosystémiques.

## Alternatives
Des recherches récentes laissent penser qu'il serait possible de protéger les habitations ou certains lieux par diverses alternatives : 
- en diffusant des molécules capables d'inhiber la capacité du moustique à détecter ses proies[2],
- en imitant des odeurs qui l'attirent, de manière à l'attirer dans des pièges[2] (de type "Smart Bam[3]", émettant du CO2 et de l'octénol, testés en Camargue d’avril à novembre 2016[4] avec une diminution du nombre moyen de tentatives de piqûres/10 min de 13,7 à 4,15 au Sambuc)[5] ; ce procédé est développé par la société Qista à partir de 2014,
- en le rendant « aveugle » aux odeurs (traces d'octénol et/ou de CO2[2]) grâce à certaines molécules diffusées dans son environnement.

Reste à vérifier que ces molécules ne posent pas de problèmes sanitaires et environnementaux.

## Acteurs
Les acteurs de la démoustication peuvent être publics ou privés. Par exemple, en France, certaines collectivités publiques s’appuient sur l'Entente interdépartementale pour la démoustication du littoral méditerranéen.